# 1491：前哥伦布时代美洲启示录
《1491：前哥伦布时代美洲启示录》（1491: New Revelations of the Americas Before Columbus）是查尔斯·曼恩创作的一部关于前哥倫布時期美洲的历史书，曾获2006年美国国家学院科学传播奖。